# Farmakovigilanca
Fármakovigilánca (pharmakon = gr. zdravilo; vigilare = lat. biti buden, oprezen) je sistem ugotavljanja, zbiranja in vrednotenja neželenih učinkov in drugih spoznanj o varnosti zdravil in ukrepanja za upravljanje in zmanjševanje tveganja, povezanega z zdravili.
V sistem farmakovigilance so v Sloveniji vključeni:
- Javna agencija RS za zdravila in medicinske pripomočke;
- imetniki dovoljenj za promet z zdravili (morajo imeti odgovorno osebo za farmakovigilanco, ki je neprestano dosegljiva);
- nacionalni center za spremljanje neželenih škodljivih učinkov zdravil in medicinskih pripomočkov, ki se nahaja v Centru za zastrupitve v ljubljanskem Kliničnem centru;
- proizvajalci, izdelovalci, uvozniki in distributerji zdravil;
- zdravniki, stomatologi, farmacevti, drugo zdravstveno osebje;
- uporabniki oziroma bolniki.

## Zakonodaja
V Sloveniji farmakovigilančne zahteve predpisujeta Zakon o zdravilih in Pravilnik o farmakovigilanci zdravil za uporabo v humani medicini, ki se sklicujeta na evropsko zakonodajo in smernice o dobri praksi na področju farmakovigilance.

### Farmakovigilanca v Evropi
Na območju celotne Evropske unije usklajuje farmakovigilanco Evropska agencija za zdravila (EMEA). EMEA upravlja podatkovno zbirko vseh neželenih učinkov zdravil, opaženih na celotnem ombočju EU. Elektronski farmakovigilančni sistem se imenuje EudraVigilance, ki posebej zbira podatke o varnosti zdravil za humano uporabo in zdravil za uporabo v veterini.
V EU je poročanje o podatkih o varnosti zdravil obvezujoče.